# Svartabborrtjärnen (Eds socken, Ångermanland)
Svartabborrtjärnen är en sjö i Sollefteå kommun i Ångermanland och ingår i Ångermanälvens huvudavrinningsområde.